# Gilbert Gantier
Gilbert Gantier est un homme politique français né le 28 novembre 1924 à Paris où il est mort le 16 février 2011, à l'âge de 86 ans.

## Biographie
De tendance républicain-indépendant, puis UDF, il est député du 16e arrondissement de Paris (quartier de la Porte-Dauphine et quartier de Chaillot), sans discontinuer de 1975 à 2004.
Suppléant du général Stehlin, mort en cours de mandat, il reprend son siège à l'Assemblée nationale. Il remporte sa dernière élection en 2002 avec 53,1 % des voix contre Laurent Dominati, investi par l'UMP. Il démissionne en 2004, en désaccord avec la ligne politique de la présidence Chirac, ce qui provoque une élection partielle lors de laquelle il soutient Bernard Debré, largement élu devant Laurent Dominati et Marc Stehlin.
Il est aussi élu du Conseil de Paris à partir de 1971; il est adjoint au maire Jacques Chirac de 1977 à 1989, chargé de la propreté, de la voirie et des transports.

## Mandats

### Mandats locaux
- 14/03/1971 - 12/03/1977 : Membre du conseil municipal de Paris
- 13/03/1977 - 13/03/1983 : Adjoint au maire de Paris
- 06/03/1983 - 12/03/1989 : Membre du conseil municipal de Paris
- 14/03/1983 - 19/03/1989 : Adjoint au Maire de Paris
- 20/03/1989 - 18/06/1995 : Membre du conseil municipal de Paris
- 19/06/1995 - 18/03/2001 : Membre du conseil municipal de Paris
- 18/03/2001 - 16/03/2008 : Membre du conseil municipal de Paris

### Mandats nationaux
- 23/06/1975 - 01/04/1978 : Député (en remplacement du général Paul Stehlin, décédé)
- 03/04/1978 - 22/05/1981 : Député
- 02/07/1981 - 01/04/1986 : Député
- 02/04/1986 - 14/05/1988 : Député
- 06/06/1988 - 01/04/1993 : Député
- 02/04/1993 - 21/04/1997 : Député
- 25/05/1997 - 18/06/2002 : Député
- 18/06/2002 - 29/04/2004 : Député (démission)